# Christiane Krause
Christiane Krause, później Stallasch i Todd (ur. 14 grudnia 1950 w Berlinie) – niemiecka lekkoatletka specjalizująca się w biegach sprinterskich, złota medalistka letnich igrzysk olimpijskich w Monachium (1972) w sztafecie 4 × 100 metrów.

## Sukcesy sportowe
- halowa mistrzyni RFN w biegu na 200 m – 1973[1]
- dwukrotna halowa wicemistrzyni RFN (1973, 1974) oraz brązowa medalistka (1972) w biegu na 60 m[2]
- wicemistrzyni RFN w biegu na 200 m – 1972[3]
- brązowa medalistka mistrzostw RFN w biegu na 100 m – 1972[4]

| Rok  | Miasto    | Zawody                    | Konkurencja                           | Wynik                  |
| ---- | --------- | ------------------------- | ------------------------------------- | ---------------------- |
| 1972 | Monachium | igrzyska olimpijskie      | sztafeta 4 × 100 m                    | złoty medal            |
| 1973 | Rotterdam | halowe mistrzostwa Europy | sztafeta 4 × 1 okrążenie bieg na 60 m | złoty medal 5. miejsce |
| 1974 | Rzym      | mistrzostwa Europy        | bieg na 200 m                         | 7. miejsce             |

## Rekordy życiowe
- bieg na 60 m (hala) – 7,36 – Rotterdam 11/03/1973
- bieg na 100 m – 11,45 – 1972
- bieg na 200 m – 23,17 – Monachium 07/09/1972